# Эшли Лонг
Эшли Лонг (англ. Ashley Long), настоящее имя — Эми Луиз Болл (англ. Amy Louise Ball; род. 8 июня 1979, Лондон) — британская порноактриса, лауреат премий AVN Award, XRCO Award и ряда других.

## Карьера
Дебютировала в качестве порноактрисы в 2001 году, в возрасте 22 лет (первоначально работала фотомоделью для мужских журналов). Принимала участие более, чем в 140 выставках.
В сентябре 2004 года Лонг получила непредвиденный перерыв в съёмках в США, когда ей запретили въезд в страну в международном аэропорту Мак-Карран в Лас-Вегасе. Её остановили сотрудники аэропорта и сообщили, что ей запрещен въезд. Агент Лонг заявил, что ей отказали во въезде из-за подозрений, что она работала в США незаконно.
Также Лонг работала с продюсерской компанией Дженны Джеймсон ClubJenna и появилась в выпуске 2009 года Jenna Confidential.
В июле 2004 года Лонг соревновалась с другими порноактёрами в первом ежегодном турнире KSEXgames, который должен был стать взрослой тематической версией Олимпиады. Она выступала в команде Team Private от имени компании Private USA вместе с Арианой Джолли.
Снялась в телевизионном фильме 2005 года Call Girl Wives.

## Награды и номинации
| Год  | Церемония             | Результат | Номинация                                                                                       | Работа                 |
| ---- | --------------------- | --------- | ----------------------------------------------------------------------------------------------- | ---------------------- |
| 2004 | AFWG Award            | Победа    | Лучшая актриса, фильм                                                                           | Compulsion             |
| 2004 | AFWG Award            | Победа    | Лучшая сексуальная сцена, фильм                                                                 | Compulsion             |
| 2004 | AVN Award             | Победа    | Лучшая парная секс-сцена, фильм (вместе с Куртом Локвудом)                                      | Compulsion             |
| 2004 | AVN Award             | Победа    | Лучшая групповая секс-сцена, видео (вместе с Джули Найт, Начо Видалем и Мануэлем Феррарой)      | Back 2 Evil            |
| 2004 | AVN Award             | Номинация | Исполнительница года                                                                            | н/д                    |
| 2004 | AVN Award             | Номинация | Лучшая актриса — фильм                                                                          | Compulsion             |
| 2004 | AVN Award             | Номинация | Лучшая групповая сексуальная сцена — фильм (вместе с Mickey G., Дэнисом Марти и Jack Spade)     | Compulsion             |
| 2004 | AVN Award             | Номинация | Самая возмутительная сексуальная сцена (вместе с Джонни Трастом, Мистером Питом и Mike Maloney) | Extreme Penetrations 4 |
| 2004 | Delta di Venere Award | Победа    | Лучшая американская исполнительница                                                             | н/д                    |
| 2004 | XRCO Award            | Победа    | Лучшее сольное исполнение, актриса                                                              | Compulsion             |
| 2004 | XRCO Award            | Номинация | Групповая сцена (вместе с Mickey G., Дэнисом Марти и Jack Spade)                                | Compulsion             |
| 2004 | XRCO Award            | Номинация | Групповая сцена (вместе с Джули Найт, Начо Видалем и Мануэлем Феррарой)                         | Back 2 Evil            |
| 2006 | AVN Award             | Номинация | Best Tease Performance                                                                          | Illumination           |